# Manuel Costa de los Ríos
Manuel Costa de los Ríos (Guinea; ca. 1604-Luján; 1686), conocido popularmente como el Negro Manuel, fue un esclavo africano, testigo del primer milagro de la Virgen de Luján en 1631, a raíz del cual se convirtió en uno de los principales promotores de su devoción. En 2016, se inició la causa de su beatificación.
Nació en África Occidental y llegó al Río de la Plata como parte de un lote de esclavos africanos proveniente de Pernambuco, Brasil para ser comercializado en Buenos Aires. Su primer amo fue el capitán de navío que lo trajo, Andrea Juan, y luego pasó a ser propiedad del comerciante y militar Bernabé González Filiano, administrador de la estancia a orillas del río Luján donde ocurrió el milagro de las carretas en 1631. Ese año, dos imágenes de la Purísima Concepción de María, traídas desde Brasil, llegaron al puerto de Buenos Aires y desde ahí emprendieron viaje a Santiago del Estero. En el camino, las carretas que las transportaban detuvieron su marcha a orillas del río Luján. Pese a los intentos de los bueyes, estos no consiguieron moverlas. Los transportistas se dieron cuenta de que, al quitar una de las imágenes de la Virgen, los bueyes avanzaban. Por ese motivo, una de ellas permaneció ahí y se convirtió en la Virgen de Luján. Bernabé encomendó cuidar la imagen de la Virgen guardada en la estancia al negro Manuel, labor que llevó adelante durante más de 50 años.
En 1671, a raíz del estado de abandono en el que se encontraba la capilla, la imagen de la Virgen fue adquirida por Ana de Matos, que la trasladó a su hacienda en Luján. En 1674, a raíz de un reclamo judicial iniciado por el negro Manuel para ser declarado liberto y tras varias desapariciones de la imagen —que volvía al sitio donde se hallaba Manuel—, este fue comprado por Matos y trasladado junto con la Virgen, tal era su deseo. El negro Manuel continuó cuidando de la Virgen y recibiendo a los creyentes que se acercaban a venerarla hasta su muerte en 1686.

## Contexto social de la esclavitud
A fines del siglo XVI y durante el XVII, llegaron los primeros africanos a Buenos Aires provenientes de la zona sur del Ecuador, Angola, Congo, Mozambique y del sudeste de África. Los esclavos, además de aportar fuerza de trabajo, poseían conocimientos sobre cuestiones medicinales, agrícolas, manejo de la madera y el hierro, motivo por el cual eran obligados a realizar las tareas más duras de la sociedad y representaban la principal mano de obra en las haciendas, ingenios y talleres artesanales. Los africanos habitaron Buenos Aires desde 1585 y su legado cultural es parte de la idiosincrasia argentina a tal punto que el dulce de leche, las achuras e inclusive las payadas, elementos claves de la argentinidad, tienen raíces africanas.
Entre 1777 y 1812, ingresaron a los puertos de Buenos Aires y Montevideo más de 700 barcos con 72 000 esclavos africanos, aunque muchos de ellos no llegaban con vida de los viajes debido a las paupérrimas condiciones de traslado. Hacia 1810, Buenos Aires tenía alrededor de 40 000 habitantes y un 20 % de la población era de origen africano. Para el momento de la Revolución de Mayo, la ciudad era diversa y no tenía una mayoría de población blanca, lo que comenzó a darse recién con las primeras olas inmigratorias europeas del proceso de Organización Nacional hacia 1860.
Así como todos los sectores bajos, los esclavos eran sometidos a duras condiciones de vida y solo alcanzaban la condición de libre si el interesado lograba comprársela al amo en el transcurso de su vida o si este consideraba que su esclavo estaba demasiado enfermo o viejo para continuar con las tareas domésticas. Además de las empresas que tuvieron el monopolio del asiento de esclavos, cuyo punto neurálgico se hallaba en la estación de Retiro, la trata de personas enriqueció a un selecto grupo de familias que integraban la élite porteña a fines del período colonial y el inicio de la era independiente. El mestizaje, las guerras independentistas y la propagación de enfermedades producto del hacinamiento de los traslados diezmaron a la población negra en el correr del tiempo.

## Biografía

### Primeros años y llegada al puerto de Buenos Aires (1604-1631)
El negro Manuel nació cerca de 1604 en Costa de los Ríos, en tierras que pertenecen a Guinea, al occidente de África. Se crio entre los miembros de su tribu, que vivía de la caza y la pesca, actividades que perpetuaban las tradiciones, usos y costumbres de sus antepasados. Poco se sabe de su infancia, sólo que su lengua materna y su grupo religioso fue el yoruba, que adoraba a Olodumare como dios supremo, y que tenía muchos conocimientos medicinales adquiridos en su niñez. Por ser guineo hablaba, además de la lengua africana nativa, el portugués, y con el tiempo, el
castellano. Durante un reclutamiento de negros realizado por mercaderes, Manuel fue apresado, privado de su libertad y trasladado a la isla de Santiago, en Cabo Verde. Ahí, la colonia portuguesa contaba con una base comercial de esclavos, donde fue bautizado con el nombre cristiano e hispánico de Manuel, al que se le adicionó el del lugar de procedencia, como era habitual. Las investigaciones del monseñor Juan Guillermo Durán, postulador de su causa de beatificación, señalan que el negro Manuel llegó al Río de la Plata en su juventud el 21 de marzo de 1631 o 1630 como parte de un lote de esclavos africanos proveniente de Pernambuco, Brasil en el barco San Andrés, para ser comercializado en Buenos Aires. El viaje duró alrededor de un mes y transcurrió en condiciones paupérrimas. Otras fuentes señalan que fue comercializado cuando contaba con ocho años de edad.
Su primer amo fue el capitán de navío que lo trajo, Andrea Juan. A pedido de su amigo Antonio Farías de Sáa, que había adquirido una estancia en Sumampa, Santiago del Estero y pensaba erigir ahí una capilla, Juan compró en Brasil dos imágenes de la Virgen para que Farías de Sáa eligiera la que más le gustase. Ambas fueron embaladas por separado, porque al ser de barro cocido, corrían riesgo de que se quebraran durante el viaje. El marino le dio a Manuel, además, el cargo de paje —servidor del buque—. Finalmente, la nave San Andrés zarpó rumbo al puerto de Santa María de los Buenos Ayres y arribó el 21 de marzo de 1631, pero Andrea Juan tuvo una serie de complicaciones vinculadas al contrabando que fueron sorteadas gracias a la ayuda del capitán Bernabé González Filiano. En agradecimiento, el marino le entregó a su esclavo, que fue trasladado a la estancia que su hijastro, Diego Rosendo de Trigueros, tenía en Luján.

### Testigo del milagro de las carretas (1631)

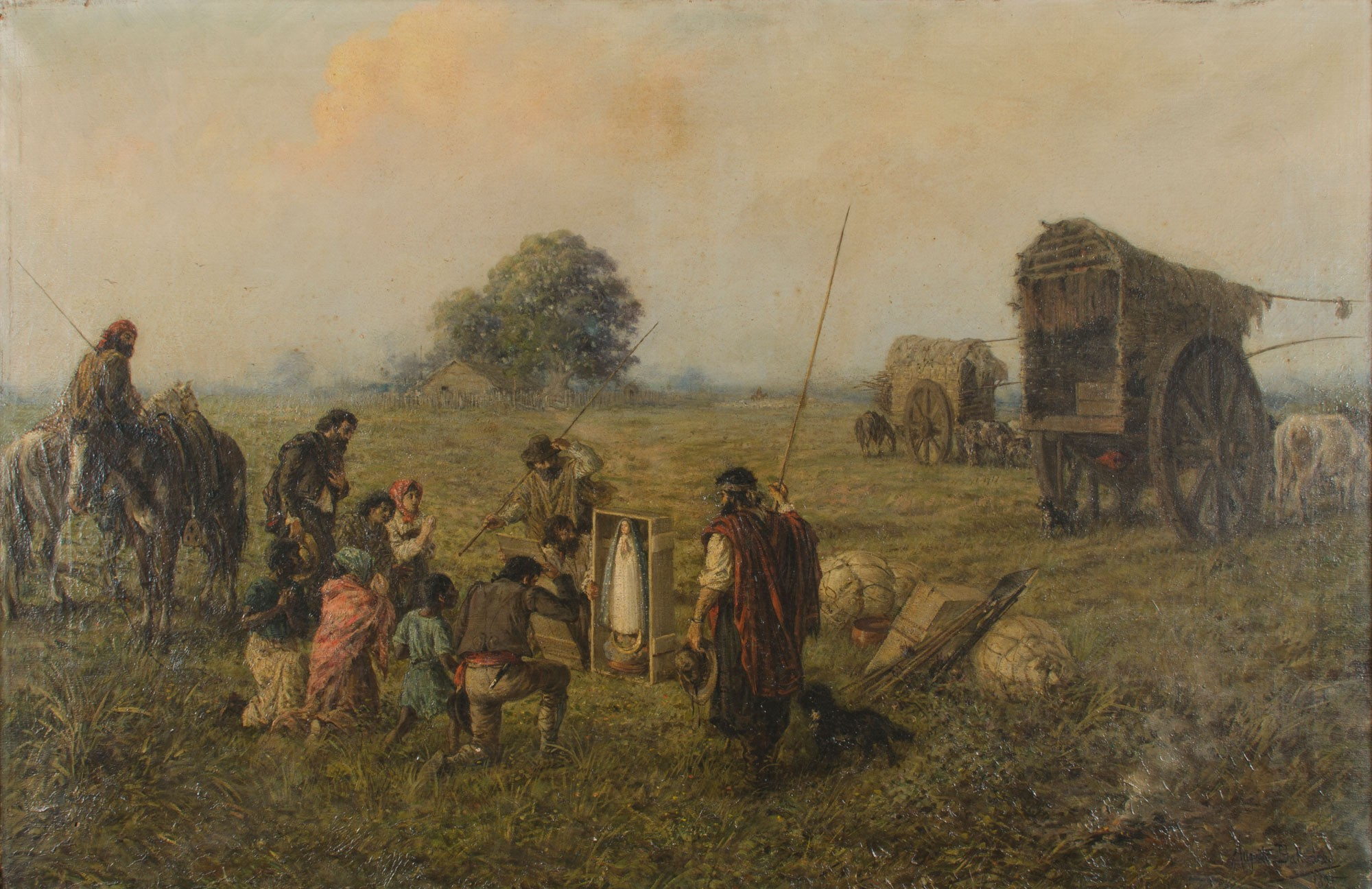
Origen milagroso de Ntra. Sra. de Luján en año 1630, por Augusto Ballerini, 1895.

Andrea Juan resolvió llevar personalmente las imágenes de la Virgen a su amigo Farías de Sáa por medio de una tropa de carretas. Una representaba a la Inmaculada Concepción y la otra a una Virgen con el Niño Jesús en brazos. En el camino, las carretas que las transportaban detuvieron su marcha en Zelaya, en la estancia que era propiedad de Rosendo de Trigueros, donde moraba el negro Manuel. Pese a los intentos de los bueyes, estos no consiguieron mover las carretas que habían quedado inmovilizadas. Los transportistas inicialmente pensaron que se debía al exceso de peso y procedieron a aligerar la carga de la carreta. Sin embargo, y pese a que sumaron dos animales de tiro, estos no avanzaban. Finalmente, se dieron cuenta de que, al bajar una de las imágenes de la Virgen de la carreta —la de la Inmaculada Concepción—, la carreta se movía. Al suceder esto, los presentes exclamaron: «¡Milagro! ¡La Virgen se quiere quedar acá!». El gesto fue interpretado como un deseo de la Virgen de permanecer en esas tierras. Por ese motivo, la pequeña imagen de 38 centímetros, de terracota pintada, se quedó ahí y se convirtió en la Virgen de Luján, casi 200 años antes de iniciarse la creación del Estado argentino. Rosendo de Trigueros y su medio hermano Juan de Oramas, tratándose posteriormente de clérigos prestigiosos, guardaron particular silencio y desinterés frente al suceso a lo largo de toda su vida. Trigueros, en especial, no volvió a visitar la estancia luego de 1645. Juan Guillermo Durán aseveró que pudo deberse a la corta edad de ambos —Trigueros tenía once años— cuando ocurrió el milagro o por temor a la Inquisición.
El sacerdote Jorge María Salvaire relató lo sucedido: 

«El conductor de la carreta de las Sagradas Imágenes unció sus bueyes al yugo, y cuando atados ya al carretón intentaba seguir en su correspondiente lugar, he aquí que sucedió, que por más que hicieron conatos las robustas y pacientes bestias para arrancarlo del sitio, el vehículo se negaba completamente a rodar; cual si estuviera detenido por un estorbo insuperable o enclavado en la tierra por una fuerza invisible».

Sin embargo, el primer relato del milagro pertenece al fray Pedro Nolasco de Santa María y fue redactado en 1737:

«Certifico haber oído al difunto mi padre, a mi bisabuela y a otras personas del pago [...] un portugués, vecino de Córdoba, que fundó la hacienda de Sumampa, pidió a un paisano suyo le trajese del Brasil una pequeña imagen de la Concepción, para colocar en una Capilla, que estaba fabricando en dicha su hacienda; y que con este encargue le remitieron a un mismo tiempo dos; las cuales encajonadas cargó en su carretón».

La otra imagen de la carreta correspondiente a la Virgen que cargaba en sus brazos al Niño Jesús continuó su camino hasta Santiago del Estero y con el tiempo fue declarada patrona de la provincia. También es patrona de los transportistas en alusión al largo viaje que recorrió desde Brasil hasta la localidad de Sumampa en distintos medios de transporte.

### Cuidador de la Virgen en la estancia de Trigueros  (1631-1662)

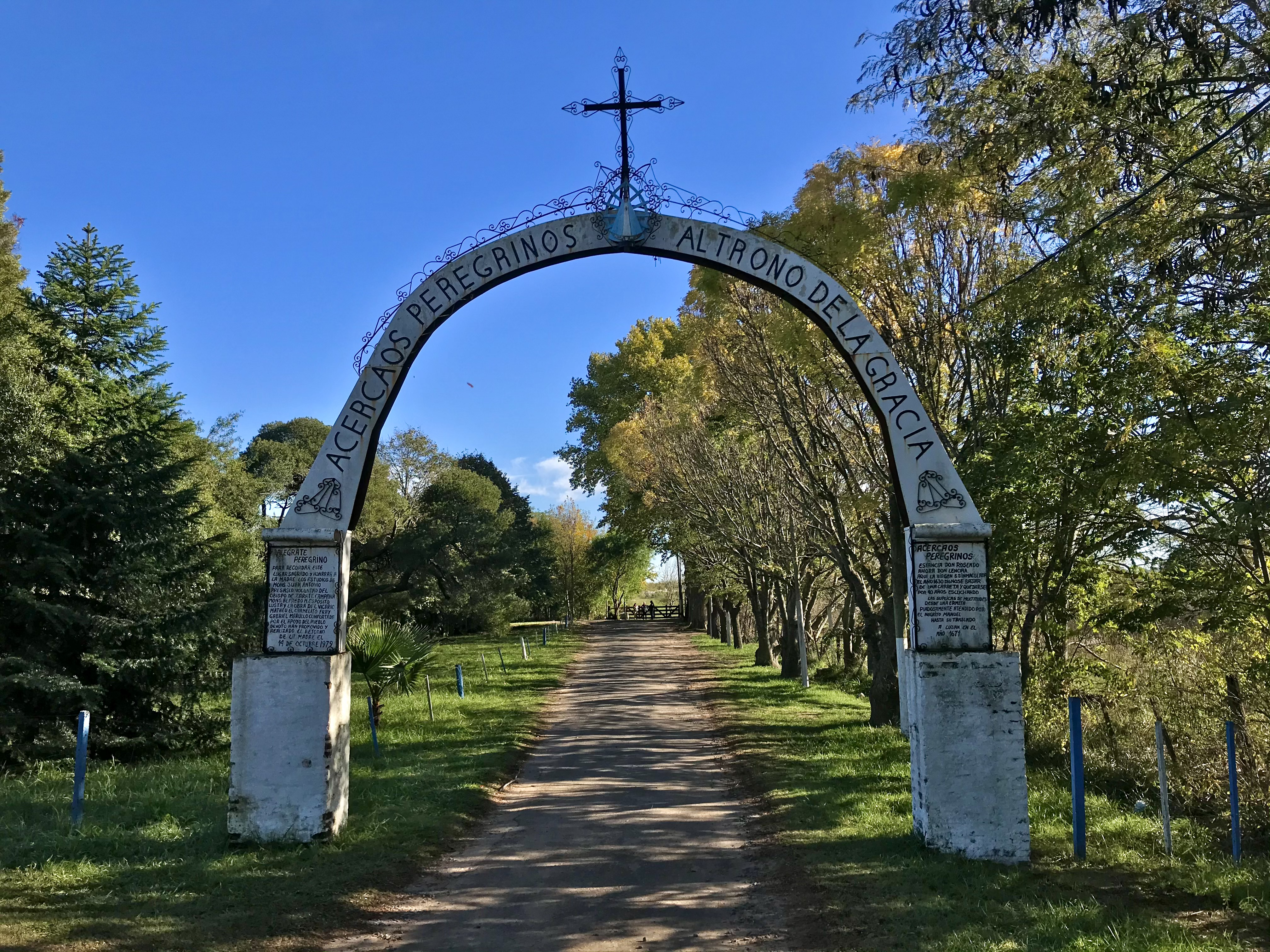
Entrada a la ermita que constituyó la primera morada de la imagen de la Virgen, más conocida como «el lugar del milagro», que se consolidó como un punto turístico de la localidad de Zelaya y el partido del Pilar.

En el momento del milagro, el negro Manuel era propiedad de Bernabé González Filiano, administrador de la estancia de Trigueros a orillas del río Luján donde ocurrió el milagro, y este lo encomendó el cuidado de la imagen, primero en un humilde oratorio que se levantó en 1633 dentro de la misma estancia y luego, en una capilla construida con colaboración de González Filiano, Trigueros y el propio Manuel, que se encargaba diariamente de la limpieza y la decoración con velas del lugar. Un inventario de bienes de 1645 realizado luego del fallecimiento de González Filiano la describía como «una capilla pequeña, y en ella un Cristo crucificado, de altor de una cuarta, y una hechura de Nuestra Señora, de bulto, de barro, de altor de media vara». El milagro de la carreta se difundió rápidamente en razón de haber ocurrido sobre el camino viejo, medio privilegiado para propagar la noticia en todas las direcciones.
Al respecto, J. A. Presas señaló en un estudio crítico-histórico de 1974:

«La capilla era medianamente capaz con nueve varas de frente y treinta de largo. Estaba fabricada en barro y ladrillos y tenía el techo de dos aguas, revocada por fuera y sus paredes interiores enlucidas de blanco. Sabemos que dicho santuario fue construido con ladrillos cocidos, particularidad notable en aquellos tiempos. El pórtico miraba al norte y levantábase a cierta altura por manera de torre un paredón con tres ventanales, donde estaban pendientes otras tantas campanas. En el recinto de la capilla ocupaba el fondo del presbiterio el altar mayor con su correspondiente retablo; en un tabernáculo de madera dorada se guardaba el Santísimo Sacramento».

El 13 de diciembre de 1637, el obispo de Buenos Aires, Cristóbal de Aresti, con motivo del crecimiento de la devoción y la constante concurrencia de peregrinos, procedió a crear la Doctrina o Curato del Río Luján con asiento en la ermita de Trigueros, pero la existencia del curato fue efímera debido a la distancia que lo separaba de Buenos Aires y la escasez de clérigos que pudieran hacerse cargo de su atención, por lo que la zona quedó al cuidado de misioneros volantes, mercedarios y franciscanos.
Manuel contrajo matrimonio con una mujer criolla, Beatriz, al servicio de la familia González Filiano, hacia 1638. En una pequeña capilla de barro y paja, y a lo largo de 55 años —desde 1631 a 1686—, recibió a los creyentes que se acercaban a venerar la imagen y ungió a los enfermos con el sebo de las velas para curar sus males. Así ocurrió con el sacerdote Pedro Montalvo, que en 1684 acudió a ver al negro Manuel con una grave enfermedad pulmonar, y este lo ungió en el pecho con el aceite de la lámpara y le dio de beber una infusión preparada con abrojos retirados del manto sagrado, lo que le devolvió la salud. Manuel le confesó: «La Virgen lo quiere para que sea su sacerdote». Montalvo prometió serlo y se convirtió en su capellán durante 16 años.
En ese sentido, Oliver Maqueda señaló en una crónica:

«... que la Virgen correspondió [a tal devoción] explicándose con repetidos prodigios y maravillas; y agrega que, “al paso que iban aumentando los milagros de la Virgen, iba creciendo la devoción de los que agradecidos a los
beneficios recibidos, o necesitados de remedio en sus dolencias, concurrían a Luján en romerías».

En ocasiones, Manuel notaba que por las noches la imagen faltaba de su nicho y la encontraba nuevamente a la mañana siguiente, algunas veces con rocío, otras con polvo y barro, y otras con abrojos y cadillos en su manto y vestido. Entonces, el negro le decía: «Señora mía, ¿qué necesidad tenéis Vos de salir de casa para remediar cualquiera necesidad siendo tan poderosa? ¿y, como Vos sois tan amiga de los pecadores, que salís en busca de ellos, cuando véis que os tratan tan mal?». Este testimonio fue recopilado por el sacerdote Felipe José Maqueda en su adaptación de la historia de la devoción a Nuestra Señora de Luján, publicada en 1812. Las crónicas de la época aseguraron que Manuel era el encargado de retirar los abrojos del manto de la Virgen cada vez que esta se escapaba para auxiliar a sus devotos y también que obraba poderosas curaciones con el sebo de las velas que ardían alrededor de la misma.
El mercedario Pedro de Santa María relató: «La Santa Imagen estuvo en lo de dicho Rosendo, en un oratorio muy corto y muy venerada por todo el pago. Y dicho Rosendo dedicó un negro llamado Manuel al culto de la misma, quien cuidaba de la lámpara de dicha Señora, que incesantemente ardía».

### Cierre del Camino Real y deterioro del oratorio de Oramas (1663-1670)

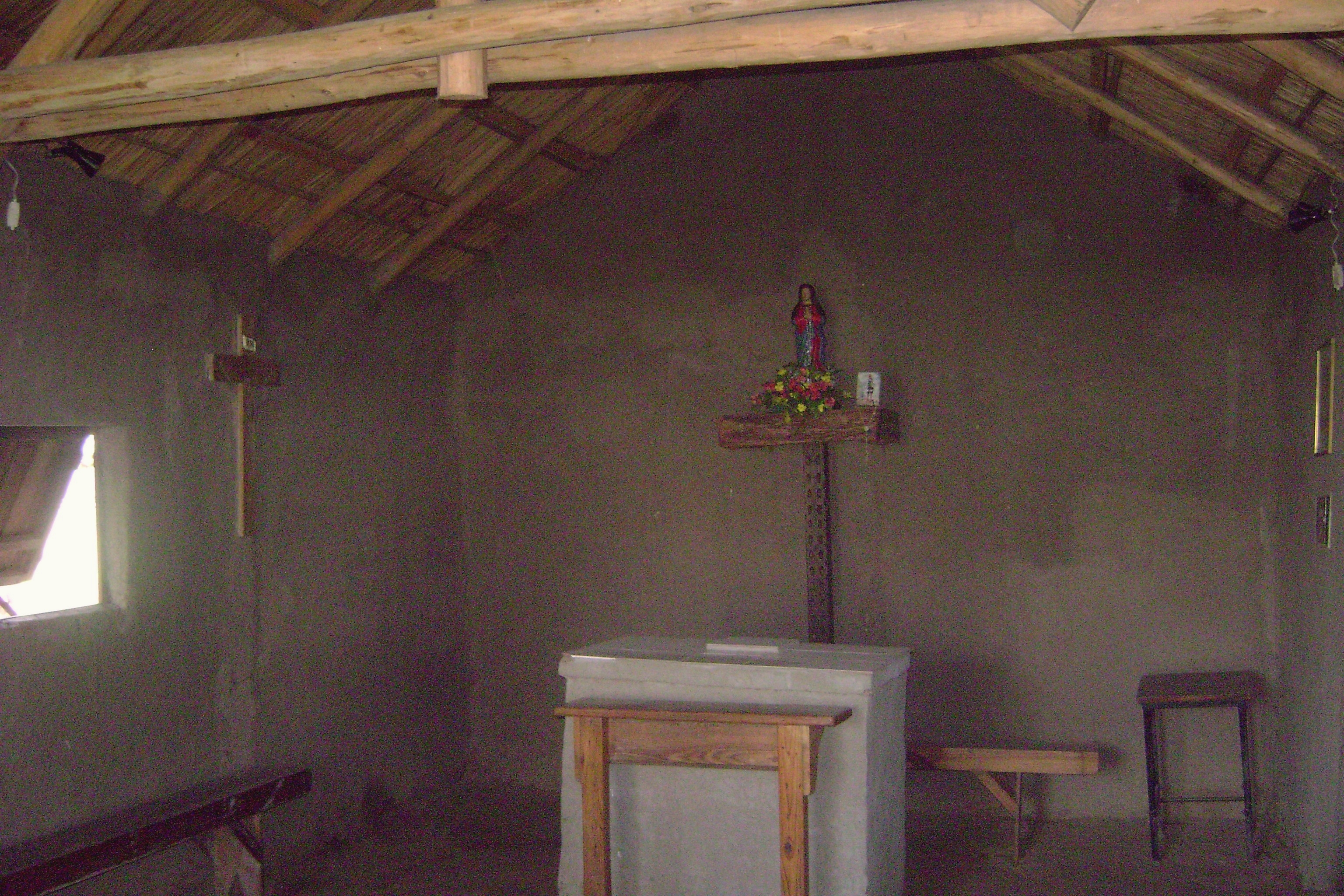
Interior de la primera capilla de adobe donde el negro Manuel velaba por el cuidado de la imagen de la Virgen. Zelaya, 2011.

Alrededor de 1666, la imagen milagrosa pasó a ser propiedad del apoderado de Rosendo de Trigueros, Juan de Oramas Filiano —su medio hermano—, quien se desentendió de la imagen. Gregorio Suárez de Cordero, cura de la catedral de Buenos Aires, que visitó el oratorio de Trigueros en 1671, testimonió que para esa fecha el lugar se encontrada prácticamente despoblado tras el cierre del denominado «camino viejo» a Córdoba en 1663. En las cercanías, encontró dos toldos de indios pampas: «que yendo ahora dos años a una romería de una Santa Imagen de la Concepción, que dista diez leguas de esta Ciudad, hallé dos toldos de este gentío; y con ocasión de socorrerlos de algún bastimento que me pedían, les hable varias veces de nuestra Santa Fe». Su testimonio favorece la creencia de que el viejo camino ya no era transitado como de costumbre, porque merodeaban en el lugar, además, algunos grupos de indígenas, al parecer en actitud pacífica. También se encontraron registros de reiterados robos de ganado, única fuente de ingresos económicos de la propiedad, atribuidos en buena parte a los peregrinos que, con la excusa de visitar la ermita, vandalizaban el ganado de la estancia. El viejo camino, a cuya orilla se encontraba la estancia de Trigueros, había sido trazado hacia 1580 y se constituyó como la principal vía de comunicación del puerto de Buenos Aires con Córdoba, Santiago del Estero y el Alto Perú, hasta el surgimiento de un camino nuevo y de mayor seguridad en 1587.
Si bien el gobernador José Martínez de Salazar, por cuestiones de seguridad, ordenó que el tráfico del Norte pasara por la
Guardia de Luján e intentó levantar un fuerte en esa zona en 1672, y su sucesor Andrés de Robles quiso llevar adelante una reducción de indios, la presencia de una figura relevante como Suárez de Cordero en un paraje tan desolado no sólo tuvo un motivo devocional, sino que estuvo directamente relacionado con el posterior traspaso de la imagen a favor de Ana de Matos. J. M. Presas escribió que:

«La vista del Cura de la Catedral indicaría un motivo muy especial; nosotros creemos que ésta se realizó a raíz de la venta de la imagen a doña Ana de Matos y con motivo del traspaso. Sería una visita de inspección y de información. Cumplida ésta, la Santa Imagen sería trasladada a su nuevo domicilio de la casa de doña Ana de Matos. Este primer documento, sumado a los demás que iremos presentando, nos marca una pauta: la del año 1671, como la del cambio y traslado».

Oliver Maqueda, por su parte, comentó sobre las consecuencias del abandono que sufrió la estancia: 

«Por muerte de Rosendo de Oramas, y por los atrasos de su estancia, vino a quedar la capilla de la Virgen casi en despoblado, aunque el Negrito Manuel nunca la desamparó. Él era el que cuidaba de su limpieza y aseo, y de buscar tener siempre velas encendidas ente su sagrada Imagen».

Si bien algunos cronistas, como Maqueda y Santa María, relacionaron el despoblamiento de la estancia y la precaria condición del oratorio con la muerte de Rosendo de Trigueros, esta versión es falsa ya que este último falleció en 1680, por lo que el declive del santuario tuvo que ver, en realidad, con su traslado de la rectoría de la Catedral de Buenos Aires al curato de la ciudad de Corrientes en 1666, lo que motivó que Rosendo de Trigueros confiara la administración de sus bienes a su medio hermano, el presbítero Juan de Oramas, por entonces ministro en la Catedral de Buenos Aires, que no mostró particular interés en cuidar y mantener activa la propiedad junto al río Luján. Sin embargo, el negro Manuel permaneció afectado al oratorio, cumpliendo con fidelidad sus oficios, la limpieza del recinto, la iluminación de la imagen y la atención de los peregrinos, que comenzaron a disminuir en razón de lo anterior.

### Traslado y desapariciones de la imagen en la hacienda de Ana de Matos (1671)
Cuando la estancia y la capilla cayeron en el abandono, primordialmente como producto del cierre del Camino Real y el traslado de Trigueros, Ana de Matos pidió la imagen para llevarla a sus tierras, donde se emplazaría la Basílica de Luján, y erigir una nueva capilla. De Matos le había ofrecido a Oramas, apoderado de la estancia, mover la figura a sus tierras, cerca del nuevo camino a Córdoba, donde comenzó a gestarse el primer núcleo poblacional que daría origen a la villa de Luján. La compra se convino en 200 pesos de la época, pero no incluyó al esclavo a cargo de su cuidado, que permaneció en la estancia de Oramas cumpliendo tareas de servidumbre. Santa María relató el episodio en una de sus crónicas:

«Y con el transcurso del tiempo, y muerto el dueño de aquella estancia, vino a quedar casi en despoblado. Y
por ser mucha la frecuencia de devotos que acudían, movidos de sus muchos milagros, y de no tener en dicha estancia donde albergarse, pidió una señora, que yo conocí, llamada doña Ana de Matos, le diesen dicha Imagen, que la llevaría a su hacienda, que estaba en dicho río [Luján]; y con efecto se la dejaron llevar, y la colocó en un oratorio, también pequeño, donde conocí a dicha Imagen».

Oliver Maqueda, por su lado, comentó acerca de la gratificación económica:

«Como eran tan continuos los prodigios que se experimentaban, era también incesante el concurso de la gente que
venía de lejos en Romerías a visitar la Imagen de Nuestra Señora. Padecían los peregrinos algún desconsuelo por no haber en aquel paraje casa, ni rancho donde poderse hospedaron, y frecuentar las visitas. Deseosa de remediar esta necesidad, y ansiosa de que se aumentase lo cultos a la Purísima Madre, ciertas señora llamada doña Ana de Matos, viuda que era del sargento mayor don Marcos de Sequeyra, pidió al heredero de dicho Rosendo (que ya había muerto), llamado el maestro Juan Oramas, cura párroco que fue de la Iglesia Catedral de Buenos Aires, le concediese dicha Imagen, asegurándole que la cuidaría, y le haría capilla en su estancia, que estaba más cerca de Buenos Aires, y como cuatro o cinco cuadras de donde está hoy la iglesia. No tuvo mucha dificultad en condescender a la propuesta el maestro Oramas, porque se persuadía que los concurrentes a la capilla robaban el ganado de la estancia, y dicha doña Ana correspondió agradecida en darle alguna gratificación, no menos que doscientos pesos».

Posteriormente, la imagen de Nuestra Señora de Luján desapareció inexplicablemente varias veces para volver a Zelaya al lado del negro Manuel. Oliver Maqueda relató así la experiencia:

«Llevóse, pues, la Santa Imagen a su casa, colocóla en un cuarto decente con ánimo de edificarle en breve capilla pública. Pero al día siguiente advirtió, no sin susto, que no estaba la Imagen en donde la había dejado el día antes, ni apareció en toda la casa, por más que la buscó. Afligida con este cuidado le vino al pensamiento, si la Virgen se habría vuelto a su antigua capilla de Oramas. Hizo diligencia para la averiguación, y halló ser así como lo había pensado. Volvió por ella segunda vez, y segunda vez a faltar de su casa, y a encontrarse en la primera capilla sin concurso alguno humano. Desconsolada doña Ana con tan extraña novedad, ya no se atrevió a llevarla tercera vez, porque discurrió sucedería lo mismo que las dos antecedentes; por otra parte, temió castigase la Virgen su porfía, cuando a su parecer le daba a entender que no gustaba de estar en su casa. No obstante, movida de luz superior, tomó la acertada resolución de participar esta novedad a entre ambos cabildos, eclesiástico y secular de Buenos Aires. Ya por entonces era famosa en esta ciudad la Imagen de Nuestra Señora de Luján por los respectivos milagros que contaban los que en sus aflicciones la invocaban, por lo que fácilmente fue creída la dicha doña Ana cuando vino a dar parte del suceso a los superiores, eclesiástico y secular».

Dado que el hecho siguió aconteciendo aun cuando la estancia fue rodeada por un piquete de guardia, el Obispo de la ciudad de Buenos Aires fue anoticiado de eso y se decidió un traslado solemne de la Virgen hasta la casa de Ana de Matos. Finalmente, el traslado solemne por procesión de la Santa Imagen desde la estancia de Trigueros a la casa de Ana de Matos se realizó en vísperas de la fiesta de la Purísima Concepción en 1671, específicamente un 8 de diciembre, y participó el obispo de Buenos Aires, Cristóbal de la Mancha y Velazco, el gobernador Martínez de Salazar, miembros del Cabildo, congregaciones, cofradías, sacerdotes y el negro Manuel. Desde ese día, la Santa Imagen jamás volvió a la estancia de Oramas.

### Conflicto ante la Real Audiencia y venta del esclavo Manuel (1672-1674)
En la negociación por la imagen no entró Manuel, que permaneció en la estancia al principio y fue reclamado por sus propietarios, incluso de manera judicial. Luego de ser separado de la imagen, el negro Manuel, terriblemente afligido, inició en Buenos Aires una acción legal para ser declarado liberto ante los jueces de la Real Audiencia, pero sus esfuerzos fracasaron. Fue ahí donde, según las crónicas de la época, el negro Manuel se defendió diciendo: «Soy de la Virgen nomás» y comentó que su amo le había dicho en varias oportunidades, durante su juventud, que lo tenía entregado al servicio de la Virgen.
Respecto al conflicto judicial, Oliver Maqueda escribió:

«[Tras su arribo a Luján] hubo algunas dificultades que vencer, por cuanto el maestro Oramas alegaba ser su esclavo como heredero que era del difunto amo que lo trajo. El negro se defendió diciendo ser de la Virgen nomás, y que su amo le había dicho varias veces, siendo muchacho, lo tenía entregado al servicio de la Virgen en su Santa Imagen. Corrió sobre este punto algún litigio, pero ahora se transó con alargar doña Ana al maestro Oramas cien pesos, con que cedió su derecho».

Ana de Matos finalmente decidió pagar 250 pesos por el esclavo para que se trasladara a su hacienda y continuara cuidando de la Virgen dentro del predio. Oramas se encontraba impedido de vender a Manuel porque este estaba en posesión de Catalina Páez Clavijo —una pariente de Trigueros— y su esposo Juan Gutiérrez Garcés desde 1671. La compra, entonces, se les efectuó por medio de una colecta en 1674, cuando Manuel contaba ya con 70 años aproximadamente, y de la que participó también el sargento Juan Cebrián de Velazco, miembro principal de la Cofradía de la Limpia Concepción del Río Luján, que aportó 150 pesos del total. El documento de compra y venta fue hallado por colaboradores del padre Presas en el Archivo General de la Nación y publicado por primera vez en 1974, cien años después. La escritura es un testimonio de la historicidad del negro Manuel, pues certifica fehacientemente la venta, incluyendo su nombre, procedencia, edad, constancia de sanidad corporal y ausencia de vicios.
En la escritura de venta, los herederos del capitán Bemabé González Filiano recalcaron que:

«El negro Manuel ha intentado seguir la causa de si es libre, por razón de que ha estado sin sujeción asistiendo por nuestra devoción y consentimiento al servicio de la Capilla y altar de Nuestra Señora de Luján; pero todo ello no tiene fundamento, aunque haya personas a su favor que le muevan a tal empeño. Sin embargo, porque en el caso han intervenido muchas personas devotas de la dicha Santa Imagen de Luján, para que no cese la obra buena y devoción del dicho Manuel, como se experimenta, así lo vendemos en venta real para la obra de dicha Santa Capilla e Imagen de Luján, para que la sirva y cuide de su culto, veneración y aseo».

«... y debajo de ello decimos que por cuanto entre los bienes a mí, la dicha doña Catalina Páez Clavijo, se me dieron en dote fue un negro nombrado Manuel Costa de los Ríos , que al parecer será de setenta años, que le hubo doña Basilia de Trigueros, mi madre, por herencia del capitán Bernabé González Filiano y doña Francisca de Trigueros , mis abuelos, como parece de ciertos recaudos que se presentaron en una demanda que dicho negro Manuel ha intentado seguir sobre si es libre, por razón de que ha estado sin sujeción asistiendo por nuestra devoción y de nuestro consentimiento al servicio de la capilla y altar de Nuestra Señora de Luján, y reconociendo el poco o ningún fundamento que el dicho negro Manuel tiene para continuar el derecho de la libertad que pretende, a que le habían instado lo intentase algunas personas en perjuicio nuestro, y desistido del caso han intervenido muchas personas devotas de la dicha Imagen de Ntra. Sra. de Luján en que hagamos venta de él para esclavo de dicha Imagen, en lo cual hemos venido porque no cese la buena obra y devoción del dicho Manuel como se experimenta...»

### Vida posterior (1675-1685)
Cuando no oficiaba de cuidador, el negro Manuel se dedicaba al armado de riendas, botas, cinchas, caronas, rebenques y lazos para subsistir, como así también a la colecta de limosna para el mantenimiento del santuario. A mediados de 1677, el carmelita Juan de la Concepción bendijo los cimientos del primer templo levantado en la estancia de Ana de Matos, mientras que el 2 de octubre de 1682, la propietaria de la hacienda, que había heredado grandes tierras de su esposo, efectuó una donación de algunas hectáreas:

«Es mi voluntad que quede revocada esta donación de tierras, y entren en sus derechos mis herederos, [re]cobrando, asimismo, la dicha Imagen de Nuestra Señora de la Limpia Concepción, respecto de haberla adquirido por mi dinero, de mano del Maestro Juan de Oramas Filiano, Cura Rector que al presente es de esta Ciudad... Porque tengo mucho amor a la advocación de Nuestra Señora de la Limpia Concepción y a su Santa Imagen hago gracia y donación a dicha imagen de todo el sitio que necesitare para la fábrica de su capilla».

La donación fue realizada con la condición de que la imagen permaneciera a perpetuidad en esas tierras para asegurar el sostenimiento del culto; de ese modo, se convertía en oficial y pública la capilla a construirse en honor a Nuestra Señora de Luján, y también, se daba lugar a la fundación de la ciudad de Luján.Ana de Matos fallecería el 25 de enero de 1698 y en su declaración testamentaria, fechada el 17 de septiembre de 1697, manifestó: «Ítem, declaro que por compra real que hice al Maestro Juan de Oramas, Cura Rector de esta Santa Iglesia, adquirí una Santa Imagen, hechura de la Limpia y Pura Concepción de Nuestra Señora, la cual tuvo colocada algún tiempo en un aposento de los de mi vivienda en dicha estancia de Luján».
Sobre Ana de Matos, Jorge María Salvaire señaló:

«... en los principios del culto de nuestra bendita Imagen, vemos figurar la poderosa intervención de una noble, generosa y devotísima americana, Doña Ana de Matos y Encinas de Siqueyra. Deseosa de remediar en lo posible la apremiante necesidad de los peregrinos; temiendo a pesar de su fe, que la venerable Efigie [sufriera en aquellas soledades las consecuencia de algún malón]; ansiosa sobre todo de que se aumentasen los cultos de la Purísima Madre; obediente por otra parte, sin duda alguna, a una inspiración interior…, que le fuera comunicada de un modo misterioso, Doña Ana de Matos, a impulso a la vez de su caridad y de su devoción, formó el proyecto de trasladar la Santa Imagen, desde la estancia de Oramas, donde se hallaba humanamente expuesta, a su propia estancia».

Juan Antonio Presas comentó acerca del destino de la Virgen y la actitud pasiva de sus anteriores propietarios:

«Rosendo y Oramas, el primitivo dueño y el sucesor y heredero de la misma Capilla e Imagen [en calidad de administrador pleno], vivieron cohibidos por ella y nunca fueron propagadores celosos de la causa; su contagio, no hay duda, influyó muchísimo en el ánimo de la gente devota y sencilla. Recién cambia el cuadro cuando en la escena interviene la señora Ana de Matos. Hasta 1671 [año del traspaso] no vemos figurar en la historia de Nuestra Señora de Luján a ningún clérigo. Eso no impide que en el oratorio de Rosendo, de tanto en tanto, algún sacerdote celebrara ahí los cultos divinos; sobre todo, de los creación de los curatos o doctrinas del obispo Aresti en 1637; pero nunca se decidió la jerarquía eclesiástica a dar su palabra sobre el milagro de Luján y a tomar con empeño el culto de la Santa Imagen, hasta que inter vino en el problema la señora Ana de Matos».

### Muerte y lugar de entierro (1686)

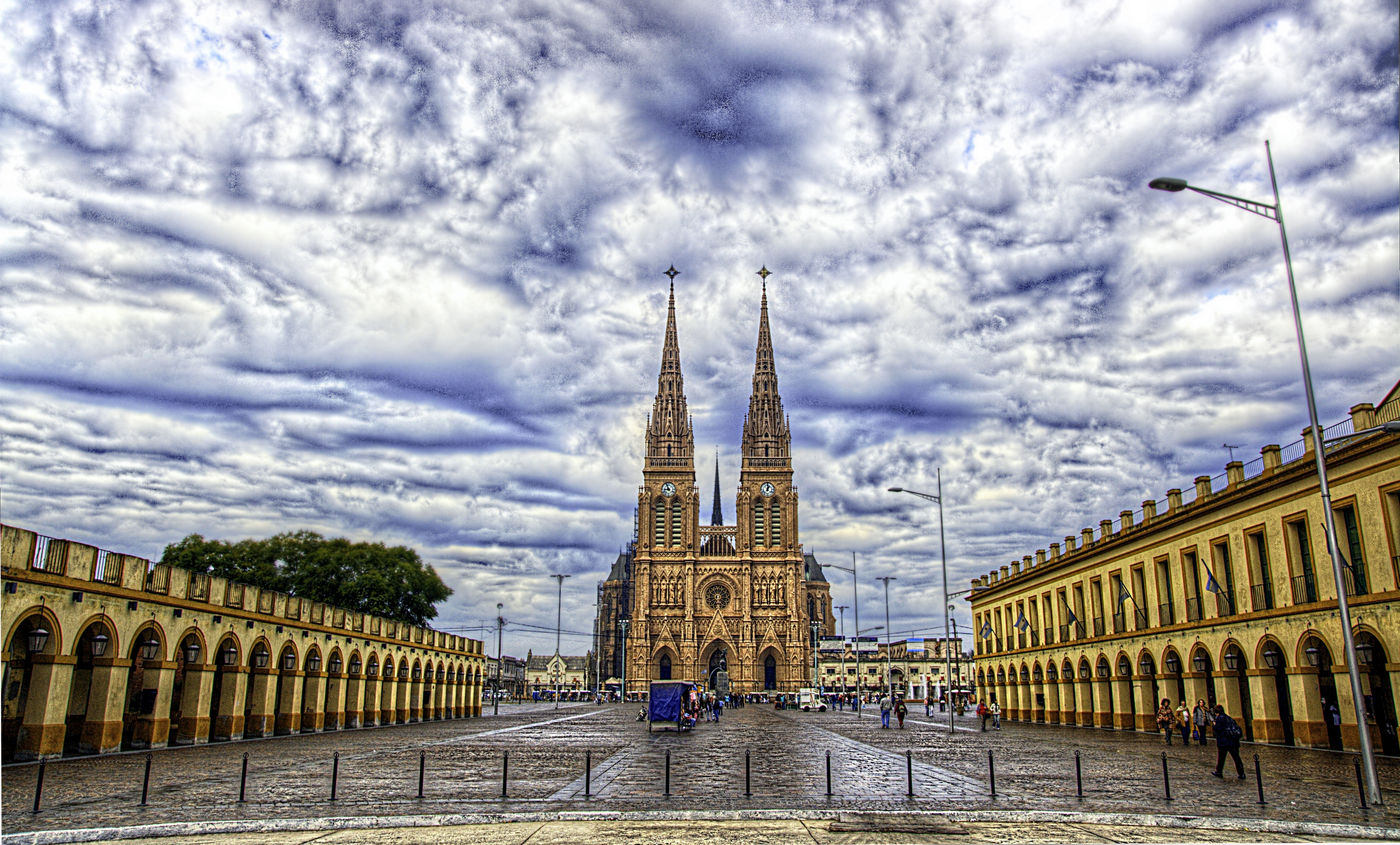
La inexistente capilla de Montalvo, que funcionó hasta 1730 en la periferia de la Basílica de Nuestra Señora de Luján, alberga los restos del negro Manuel. Su ubicación exacta es relativa.

El negro Manuel continuó con su tarea de cuidador hasta mediados de 1686, cuando falleció a la edad aproximada de 82 años, motivo por el que siempre consideró «ser de la Virgen nomás», invocándola constantemente como su «Ama» y «Señora».
Algunos cronistas de la época como Pedro Nolasco lo describieron como «vestido de un saco a raíz de las carnes y con la barba muy crecida [a manera de ermitaño]» y Oliver Maqueda contó que «ayudó no poco a la prosecución de la obra de la Capilla, y después continuó en servicio de la Virgen hasta una ancianidad avanzada. Hallándose en la última enfermedad dijo un día que su ama le había revelado que había de morir el viernes y que el sábado siguiente lo llevaría a la gloria». Tal como se lo anticipó la Virgen, la muerte de Manuel sucedió un sábado. Sus restos fueron enterrados, al igual que los del cura Montalvo, bajo el altar mayor a los pies de la imagen de la Virgen en la inexistente capilla de Pedro de Montalvo, levantada en 1685 en la periferia de la Basílica de Luján. Se suponía que los restos de la antigua capilla Montalvo o Montalbo, que funcionó hasta 1730 aproximadamente, se encontraban en el sitio arqueológico conocido como Las gárgolas. De esa capilla derivaría la Basílica Nuestra Señora de Luján, ubicada enfrente del sitio. Sin embargo, una investigación arqueológica de 2021 no halló, en forma clara y precisa, restos de las construcciones originales de la capilla. Una hipótesis recopilada en la misma investigación señaló que se encontrarían debajo de los pisos de la Basílica de Luján, frente al terreno de la familia Rossi Montero.

## Legado

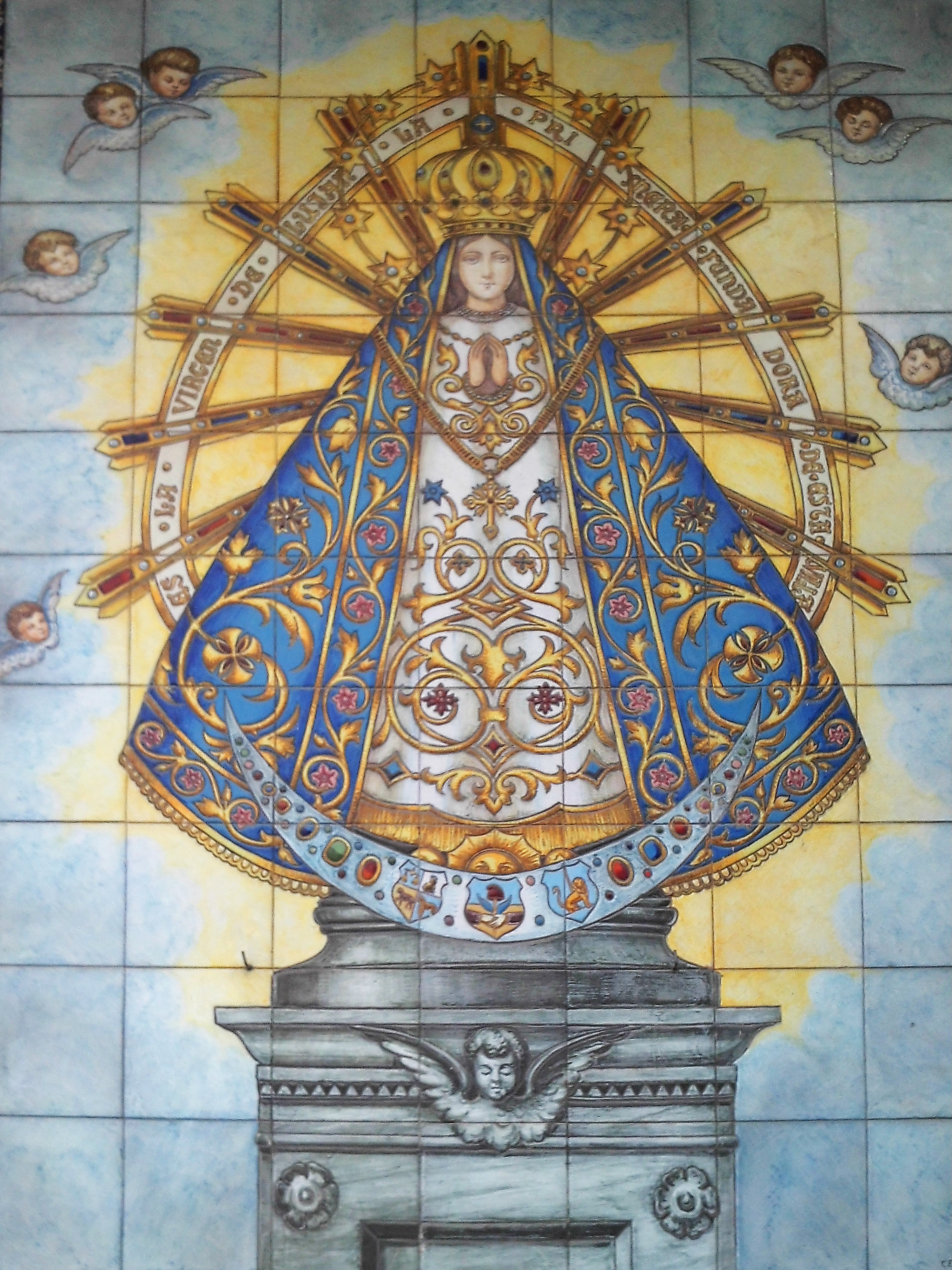
Azulejo de la Virgen de Luján en Sevilla, Andalucía.

De acuerdo con Juan Guillermo Durán, «el negro Manuel constituye una figura emblemática dentro de la tradición religiosa relacionada con la Virgen de Luján por ser testigo cualificado del milagro de la detención de la carreta». Su muerte consolidó un ejemplo de vida de esclavitud mariana y fue uno de los principales promotores del culto a Nuestra Señora de Luján, santa patrona de la Argentina. Al mismo tiempo, cumplió un rol fundamental en la construcción y mantenimiento de la primera capilla del siglo XVII en honor a la Virgen que derivó posteriormente en la fundación de la Basílica de Nuestra Señora de Luján, cuyos cimientos fueron iniciados en 1890 por Jorge María Salvaire.
El 3 de diciembre de 1871, monseñor Aneiros realizó la primera peregrinación general de los católicos a Luján en desagravio por la injusta cautividad que el papa Pío IX sufría en Roma y en agradecimiento por el cese de la epidemia de fiebre amarilla en Buenos Aires. A partir de 1893, se instauró la peregrinación de los paisanos al santuario mariano de Luján como una jornada anual. A fines de septiembre, muchedumbres de personas acuden anualmente a caballo, en grupos, de manera solitaria y otros en coches o modestos sulkys desde la estación de Liniers.
Juan Guillermo Durán, docente, historiador y académico, publicó en 2019 un libro titulado Manuel Costa de los Ríos, fiel esclavo de la Virgen de Luján por medio de la editorial Ágape, donde describió su vida. Durán fue notificado por la Congregación para las Causas de los Santos de que no había impedimentos para iniciar la causa de beatificación del negro Manuel, por lo que se convirtió en el principal propulsor de la iniciativa desde 2016. En 2022, comenzaron las sesiones para recibir testimonios en la causa de beatificación. Ese mismo año, se llevó a cabo un festival a modo de homenaje, Soy de la Virgen nomás, con candombe y espectáculos artísticos en la Plaza Belgrano de Luján, y se presentó otro libro biográfico, El espíritu de Manuel, de la Virgen de Luján, con autoría del presbítero Sergio Gómez Tey. Un año antes, la imagen del esclavo había sido colocada en Casa Rosada durante una misa con motivo del Día de los Afroargentinos el 8 de noviembre.
El solar que se supone era de la antigua capilla de Montalvo, donde descansan los restos del negro Manuel, fue declarado «Lugar Histórico Nacional» por resolución n.° 728 de la Secretaría de Cultura en 1986 «para poner de relieve esos hechos singulares de la historia argentina», declaración que fue ratificada por el Poder Ejecutivo Nacional en 1989 a través del decreto 325/89. En 2022, el Senado y la Cámara de Diputados bonaerense lo declararon de utilidad pública y sujeto a expropiación, tras lo cual fue donado al Arzobispado de Mercedes-Luján con el cargo de crear en él un espacio dedicado a la memoria de los acontecimientos históricos que dieron origen a la veneración de Nuestra Señora de Luján.